# Sega Mega Drive
Sega Mega Drive (japanska: メガドライブ?, Mega Doraibu), (Sega Genesis i Nordamerika) är en 16-bits spelkonsol från Sega. Konsolen var den främsta konkurrenten till NECs PC Engine och Nintendos Super NES.
Anledningen till att konsolen kallas Genesis i Nordamerika var att Segas amerikanska VD David Rosen ogillade namnet Mega Drive.

## Historia
Sega Mega Drive lanserades mellan 1988 och 1990. Konsolen levererades till en början med spelet Altered Beast men 1991 byttes det ut mot det betydligt mer populära Sonic the Hedgehog.
Från början konkurrerade Segas Mega Drive i Japan och USA med NEC:s konsol PC Engine och Nintendos 8-bitskonsol Nintendo Entertainment System. I Europa var till en början Nintendo Entertainment System dess enda riktiga konkurrent inom TV-spelen. Nintendos 16-bitskonsol Super NES skulle under 1990-talet komma att bli dess största konkurrent i konsolkriget.
- 1992 kom tillbehöret Mega-CD som var en CD-enhet till Mega Drive.
- 1993 släpptes Sega Mega Drive 2 som var en omdesignad Mega Drive. Den var mindre och hade några modifikationer i hårdvaran. Det här var den första av en stor mängd variationer på originalkonsolen. Senare kom även en Mega-CD II som passade bättre ihop med den nya designen.
- I januari 1995 släpptes tillbehöret Sega Mega Drive 32X i Europa. Dess funktion var att ge den åldrande Mega Driven ett teknologiskt övertag mot Super NES. Den floppade dock snabbt och Sega hade inte råd att satsa på både den och deras nya 32-bitarsmaskin Sega Saturn.

## Lansering i Sverige[7]
Leksakstillverkaren och distributören Brio hade tagit över agenturen för Sega våren 1990 från den tidigare distributören Dennis Bergström Elektronik. Brio började omgående sälja Sega Master System, men tyngdpunkten låg på att planera och introducera Mega Drive. Verksamheten förlades till det helägda dotterbolaget Playmix där Anders Hallberg var verkställande direktör. Övriga nyckelpersoner för Sega i Sverige var Stefan Lampinen som marknadschef (konsultbasis) och Roger Jönsson som produktchef. För telefonsupport av Sega Hot line och drivande av Sega-klubben anlitades Rolf "Dr. Roffe" Larsson som haft motsvarande uppdrag medan Dennis Bergström Elektronik innehade agenturen för Sega.
Mega Drive visades upp första gången i Sverige på Brios leksaksmässa under våren 1990. Syftet med mässan var att visa nyheter för leksakshandlarna som sedan lade genomförde inköp till sina butiker. Under hösten deltog Brio på diverse mässor och arrangerade egna evenemang där Mega Drive visades upp för konsumenter, som bl.a. på köpcentret Gallerian i Stockholm. Försäljningsstarten hos ett antal butiker skedde lördagen den 27 september och Sverige blev därmed bland de första marknaderna att ta del av Mega Drive i Europa. På bred front till majoriteten av återförsäljarna lanserades konsolen under vecka 43 (22-26 oktober).
Lanseringen backades upp med annonser i Aftonbladet och Expressen. I annonsen uppmanades läsaren att ringa ett 020-nummer och lyssna på Alex Kidd berätta om Mega Drive. Vidare aktiverade Brio reklam för Mega Drive på MTV under november och december 1990. Under 1990 såldes närmare 8000 konsoler.
Med konsolen lanserades nio spel som kostade från 349 till 449 kronor för det dyraste som var Ghouls 'n Ghosts. Detta var i många fall billigare än vad nya spel som släpptes till konkurrenten NES kostade. Strax efter lanseringen så släpptes även Golden Axe och Space Harrier 2. Bland de initiala titlarna sålde Golden Axe, Truxton och Arnold Palmer Golf bäst i Sverige.

## Försäljning och marknadsföring i Sverige[7]
Brio riktade främst marknadsföringen av Mega Drive mot en äldre målgrupp för att differentiera sig från NES som hade en något yngre målgrupp. Det stora genombrottet för Mega Drive skedde 1991 när Sonic the Hedgehog introducerades den 22 augusti. Brio lade ner mycket resurser på att marknadsföra Sonic och använde den supersnabba blå igelkotten som konsolens galjonsfigur likt Nintendo hade Super Mario. Förutom annonser i dagstidningar och serietidningar så gick Brio bredare och gjorde reklam för Sonic the Hedgehog i bland annat Stockholms tunnelbana och genom utomhusreklam. Det första Sonic the Hedgehog sålde 40 000 exemplar, vilket kan jämföras med tidigare framgångsrika spel på Mega Drive som sålt ca 15 000 exemplar i Sverige. Uppföljaren Sonic the Hedgehog 2 som släpptes den 24 november 1992 fick ännu större genomslag och sålde 60 000 exemplar i Sverige.

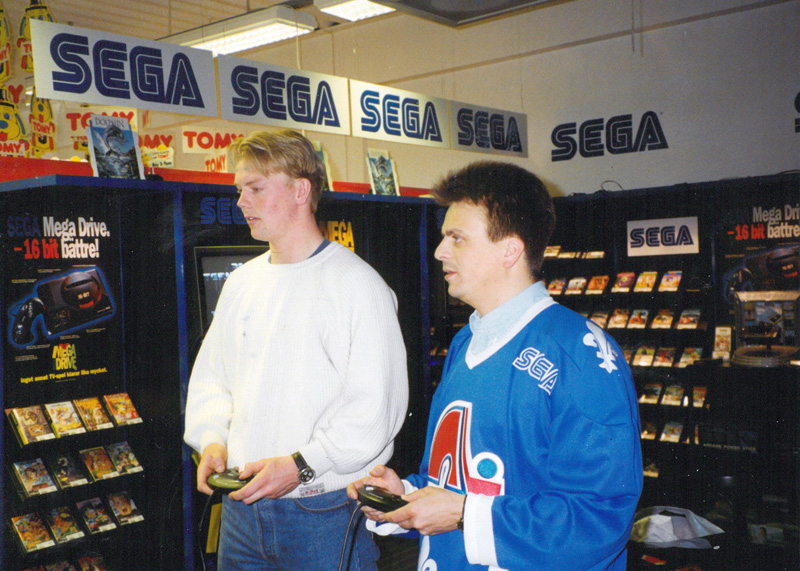
Mats Sundin och Stefan Lampinen spelar ishockeyspel tillsammans på Brios kontor 1993.

Vidare använde sig Brio av bland annat sportspelen för att locka en äldre målgrupp. Inledningsvis rörde det sig om titlar som Arnold Palmer Tournament Golf, World Cup Italia '90 och Mario Lemieux Hockey. Senare blev det framförallt Electronic Arts sportspel NHL och FIFA som attraherade nya spelare till Mega Drive. Populariteten ledde till att Electronic Arts anlitade den svenska spelutvecklaren Neurostone för att lokalisera NHL-serien och gav ut Elitserien 95 och Elitserien 96 med de svenska ishockeylagen och spelarna samt seriesystem som ersatte de nordamerikanska lagen i den ursprungliga versionen. För att nå ut använde sig Brio bland andra av Sveriges fotbollslandslag under Europamästerskapet 1992 som bar t-shirts med Segas logotyp i olika sammanhang, ishockeyspelaren Mats Sundin som ambassadör för NHL-spelen, sponsrade Elitserien med reklam på hjälmarna säsongen 1993/1994, och gjorde reklam i samband med olika sportarrangemang som till exempel när Harlem Globetrotters besökte Globen. 
Totalt såldes 150 000 enheter av Mega Drive i Sverige. Sammantaget sålde ishockeyspelen i snitt ett exemplar per konsol och var tillsammans med Sonic-serien den främsta anledningen till att konsolen fick stort genomslag i Sverige.

## Spel
Spel släpptes till Mega Drive från 1988 fram till mitten av 1990-talet med några få undantag. Systemet fick många klassiska spel och ett flertal spelserier startade på plattformen, bl.a. Sonic the Hedgehog och Mortal Kombat. Mega Drive:en var även bakåtkompatibel med Master System genom att använda en adapter och med expansionerna Mega-CD och 32X blev ännu fler spel tillgängliga.
Konsolen är fortfarande så pass populär att det kommit nio nya spel på senare tid:
- 2006 - Beggar Prince av Super Fighter Team[8]
- 2008 - Legend of Wukong av Super Fighter Team[9]
- 2010 - Pier Solar and the Great Architects av WaterMelon[10]
- 2011 - Star Odyssey av Super Fighter Team[11]
- 2012 - Oh Mummy Genesis av 1985 Alternativo[12]
- 2013 - Uwol: Quest for Money av 1985 Alternativo[12]
- 2014 - SupraKillminds! av 1985 Alternativo[12]
- 2015 - Sacred Line Genesis av WaterMelon[13]
- 2015 - Magic Girl av Super Fighter Team[14]
- 2015 - Cascade av Super Fighter Team[15]

## Specifikationer

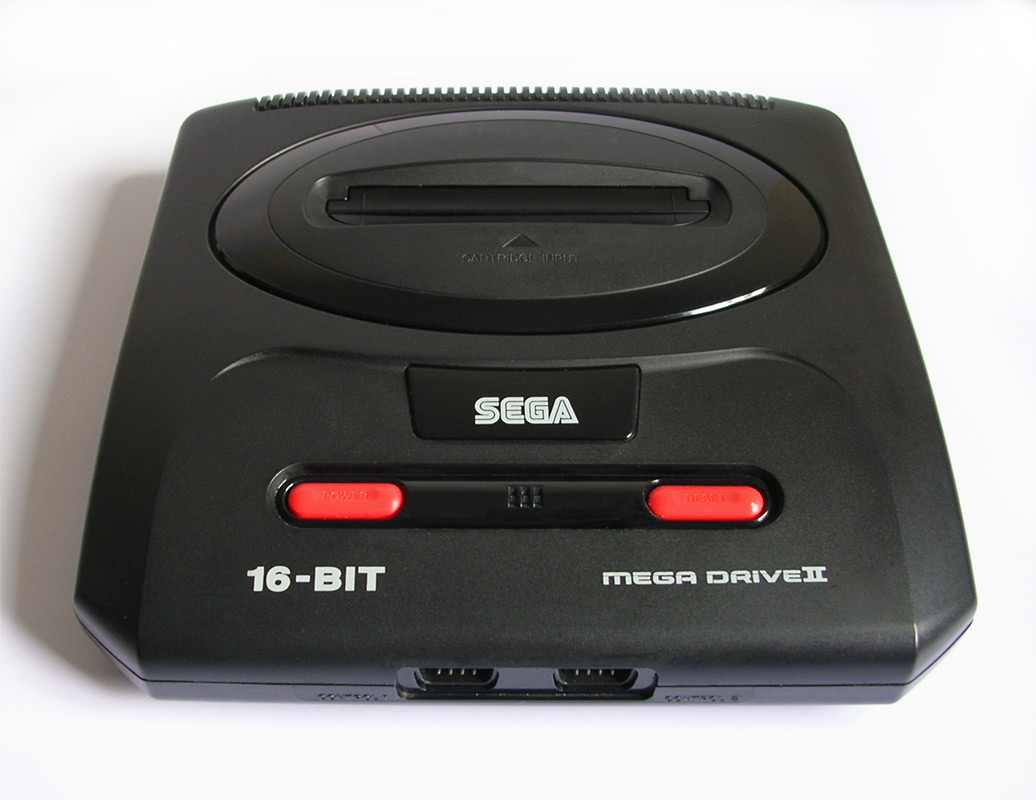
Andra versionen.

- CPU: 16-bits Motorola 68000 @ 7,61 MHz (PAL) och 7,67 MHz (NTSC)
- Ljudprocessor: 8-bits Zilog Z80a @ 3,55 MHz (PAL) och 3,58 MHz (NTSC)
- RAM: 64 KiB
- VRAM: 64 KiB
- Ljud-RAM: 8 KiB
- Palett: 512 färger totalt (1536 med hjälp av shadow/highlight mode)
- Färger på skärmen samtidigt: 61 (183 med shadow/highlight mode)
- Upplösning (vanligast): 320 x 240 (PAL) eller 320 x 224 (NTSC)
- Videosignal: Kompositvideo, RF, RGB och S-Video
- Huvudljudkrets: Yamaha YM2612, sex kanaler FM-syntes
- Media: Spelkassett med storlekar upp till 4 MiB (32 megabit)

## Tillbehör

### Master System Converter I & II
Mega Drive hade inbyggd hårdvara för bakåtkompatibilitet med Sega Master System men det fanns inget uttag dennas spelkassetter. Svaret på detta problem var Segas tillbehör Master System Converter.
Master System Converter gjorde det möjligt att använda Master System-spel och Sega Card på en Mega Drive.
Tillbehöret passade dock inte i Sega Mega Drive II. Istället släpptes Master System Converter II som var i princip likvärdig förutom att den inte kunde spela Sega Card-spel.

### Mega-CD I & II

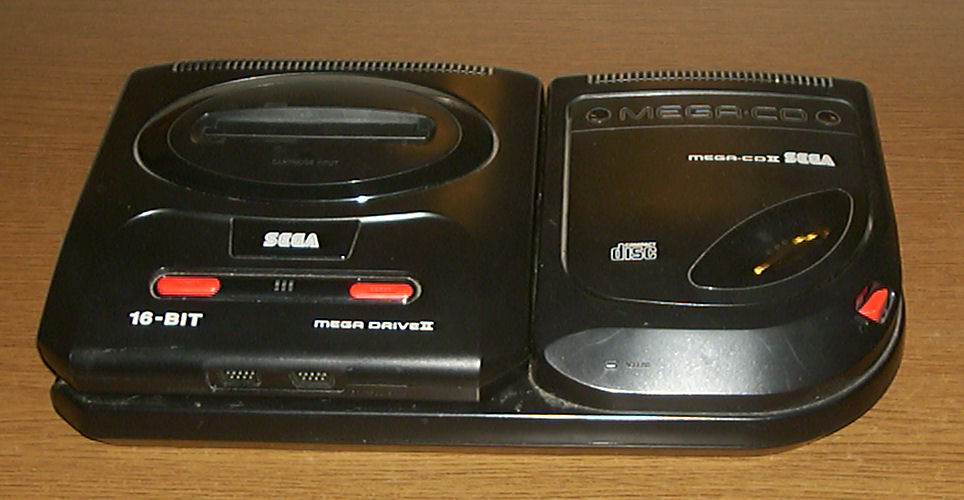
En Mega Drive II sammankopplad med Mega-CD.

Mega-CD var ett tillbehör av Sega som gjorde det möjligt att spela spel på CD. Den kunde bland annat hantera skalning och rotation av spritar och hade utökade ljudförmågor.
En andra version Mega-CD II släpptes lite senare för att passa ihop med Mega Drive II. Hårdvaran är densamma men den passar bättre rent estetiskt.

### Mega Drive 32X
Mega Drive 32X var en rejäl expansion som ger Mega Drive helt nya egenskaper. 32X kunde hantera 32 678 färger samtidigt och 50 000 polygoner i sekunden. Den förbättrade även Mega Drivens ljudmöjligheter.

### Demo System DS-16

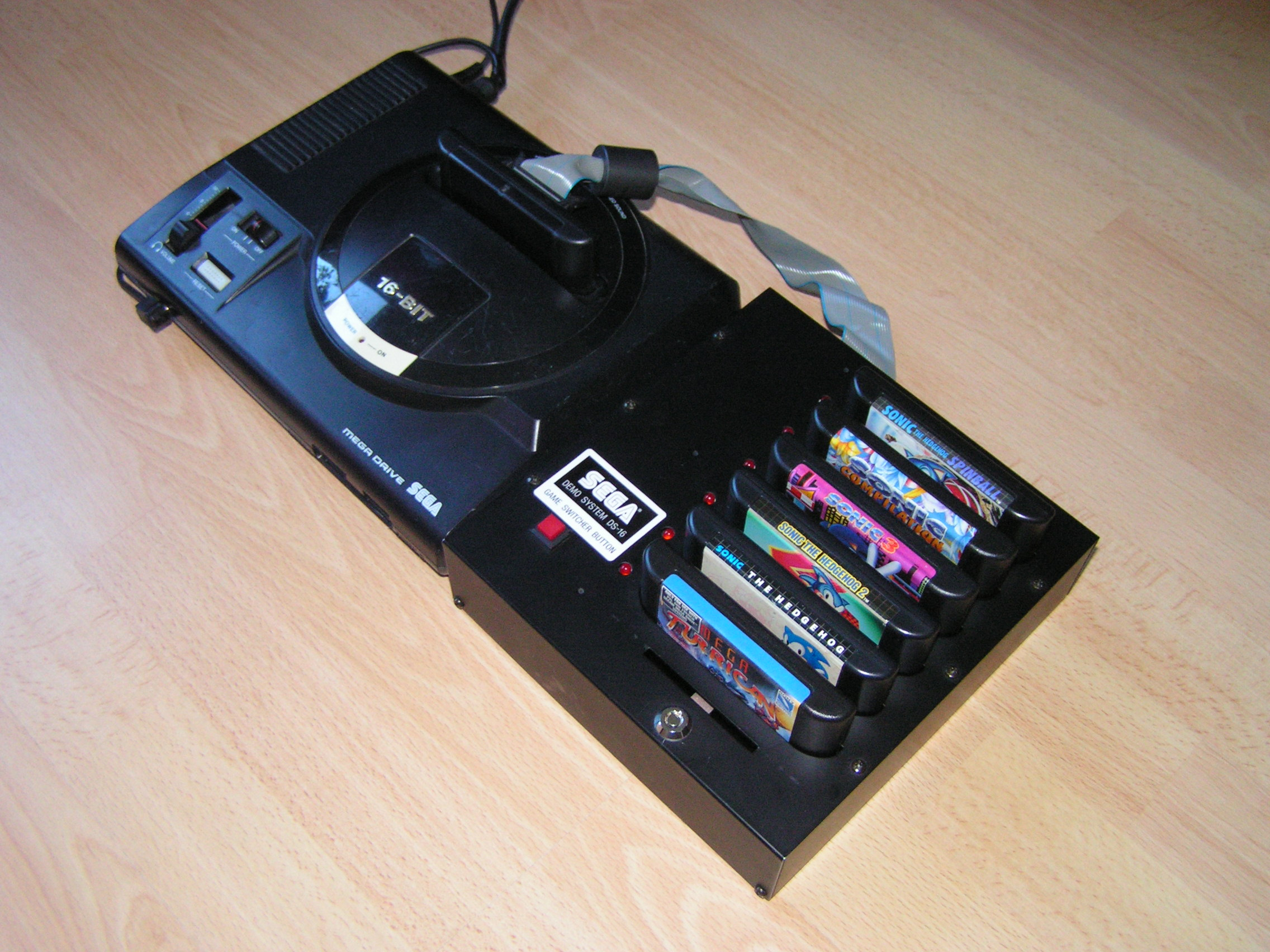
Sega Mega Drive Demo System DS-16.

Demo System DS-16 är en jukebox man kopplar till Mega Drive, den gör så att man kan ha sex spel i samtidigt. Den fanns aldrig till försäljning åt den vanlige konsumenten utan fanns endast hos återförsäljare. På bilden saknas en metallskena som sitter över kassetterna för att hindra dem från att bli stulna i butiken.